# Diecezja Chingleput
Diecezja Chingleput (łac. Diœcesis Chingleputensis) – diecezja rzymskokatolicka w Indiach. Została utworzona w 2002 z części terenu archidiecezji Madrasu i Myliaporu.

## Główne świątynie
- Katedra: Katedra św. Józefa w Chingleput

## Biskupi diecezjalni
- Anthonisamy Neethinathan (od 2002)